# Calliopsis puellae
Calliopsis puellae là một loài Hymenoptera trong họ Andrenidae. Loài này được Cockerell mô tả khoa học năm 1933.